# Ammothea calmani
Ammothea calmani là một loài nhện biển trong họ Ammotheidae. Loài này thuộc chi Ammothea. Ammothea calmani được miêu tả khoa học năm 1932 bởi Gordon.